# Вуоннемйок
Вуоннемйок (Вуэннамь-йок — тёщина река) — река в Мурманской области России. Протекает по территории городского округа город Кировск с подведомственной территорией. Впадает в озеро Китчепахк.
Длина реки составляет 30 км. Площадь бассейна 110 км². Скорость течения 0,3 м/с.
Берёт начало в Хибинах на перевале Юкспоррлак на высоте свыше 500 м над уровнем моря. Протекает по лесной, местами болотистой местности. Основной приток Буровой. Впадает в озеро Китчепахк на высоте 156,4 м над уровнем моря. На реке расположен посёлок Коашва.
Вблизи реки Вуоннемйок впервые найден минерал Арктит.

## Данные водного реестра
По данным государственного водного реестра России относится к Баренцево-Беломорскому бассейновому округу, водохозяйственный участок реки — реки бассейна Белого моря от западной границы бассейна реки Йоканга (мыс Святой Нос) до восточной границы бассейна реки Нива, без реки Поной. Речной бассейн реки — бассейны рек Кольского полуострова и Карелии.
Код объекта в государственном водном реестре — 02020000212101000009022.